# Vegasaurus molyi
Vegasaurus molyi — вимерлий вид плезіозаврів з формації пізньої крейди острова Вега, Антарктичний півострів. Голотип — майже повний добре збережений посткраніальний скелет. Vegasaurus molyi — єдиний антарктичний еласмозаврид і один з небагатьох еласмозавридів пізньої крейди з Південної півкулі, посткраніальна анатомія яких добре відома. Vegasaurus характеризується тим, що його шийний відділ з 54 хребцями з подовженим центром. Попередній філогенетичний аналіз поміщає V. molyi у кладу, яка включає пізньокрейдяних еласмозаврид Aristonectes і Kaiwhekea. Видова назва вшановує аргентинського техніка-палеонтолога Хуана Хосе Молі (ісп. Juan Jose Moly) за участь у 17 антарктичних екскурсіях і в колекції голотипу. V. molyi мав загальну довжину 6.5 метра.